# ویژگی دومینو

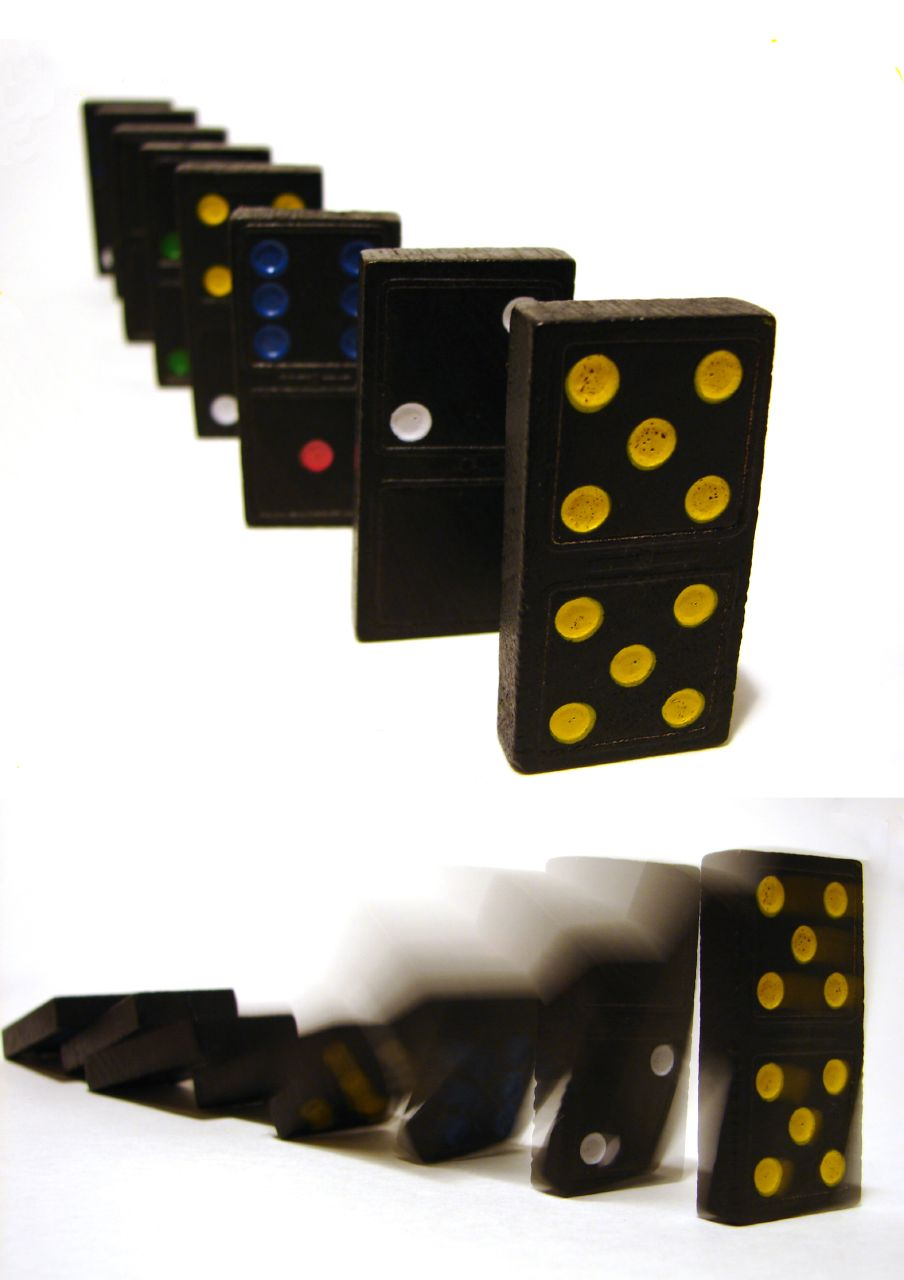
دومینوهای ایستا (بالا) و دومینوهای پویا/در جنبش (پایین)

اثر دومینو یا ویژگی دومینو، اثری هم‌انباشته و جمعی است؛ هنگامی پدید می‌آید که یک رخداد، آفریننده‌ یا سازندهٔ زنجیره‌ای از رخدادهای مشابه باشد. این واژه به اثر مکانیکی فروافتادن ردیفِ دومینوهای پشت هم چیده‌شده اشاره دارد، و برای تمثیل توالی بهم‌پیوسته رخدادهایی به‌کار می‌رود که زمان میان رخدادهای پیاپی در آن، بسیار کوتاه باشد. 
می‌توان این عنوان را در معنای اصلی واژه(زنجیره قابل دیدن از برخوردهای واقعی) یا معنای استعاری(ارتباطهای سببی در ساختارهایی مانند اقتصاد جهانی یا سیاست) استفاده کرد. 
اصطلاح اثر دومینو برای بیان یک رویداد اجتناب‌ناپذیر یا بسیار محتمل استفاده می‌شود (زمانی که فروافتادن دومینوها آغاز شده‌است) و به این معنا هم هست که یک رویداد غیرممکن یا بسیار بعید است (دومینویی که از ابتدا یا میانۀ زنجیره ایستاده‌است). 

## توصیف اثر دومینو
با چیدن ردیفی از دومینوهای عمودی با فاصلهٔ اندک، می‌توان اثر دومینو را به‌آسانی مشاهده کرد. با هل دادن دومینوی اول، دومینوی دوم خم می‌شود و بعد دومینوی سوم. به‌همین ترتیب، یک زنجیرۀ خطی ایجاد می‌شود که افتادن هر دومینو با خم شدن دومینویی که بلافاصله قبل از آن است، آغاز می‌شود.
این ویژگی در زنجیرهٔ بلند یا کوتاه مشابه خواهد بود. انرژی لازم برای این واکنش زنجیره‌ای، انرژی پتانسیل دومینوها است که به دلیل قرار گرفتن آنها در حالت شبه‌پایدار است؛ هنگامی که نخستین دومینو سرنگون می‌شود، انرژی منتقل شده توسط سقوط بیشتر از انرژی لازم برای انداختن دومینوی بعدی است و همین فرایند در زنجیره تکرار خواهد شد.
ماشین روب گلدبرگ به‌کمک اثر دومینو کار می‌کند.